# فرناندو میرا
فرناندو میرا (انگلیسی: Fernando Meira؛ زادهٔ ۵ ژوئن ۱۹۷۸) یک بازیکن فوتبال اهل پرتغال است.
وی همچنین در تیم ملی فوتبال پرتغال بازی کرده‌است.